# Nesolina lineata
Nesolina lineata är en insektsart som beskrevs av Henry Fairfield Osborn 1935. Nesolina lineata ingår i släktet Nesolina och familjen dvärgstritar. Inga underarter finns listade i Catalogue of Life.